# Bogusław Kornblit-Marlen
Bogusław Marlen właśc. Bogusław Kornblit (ur. 8 maja 1917 we Lwowie, zm. 9 lipca 1985 w Łodzi) – polski tancerz oraz aktor teatralny i filmowy.

## Życiorys
Po ukończeniu gimnazjum w 1935 roku przeniósł się do Warszawy, gdzie uczęszczał do Prywatnej Szkoły Baletu Zofii Pflanz-Dróbeckiej oraz do Miejskiej Szkole Baletowej  (1940–1944), gdzie uczył się pod kierunkiem Leona Wójcikowskiego. Jego debiut sceniczny miał miejsce podczas okupacji niemieckiej, podczas przedstawień charytatywnych na terenie warszawskiego getta, gdzie tańczył m.in. z Franciszką Mannówną. Po zakończeniu II wojny światowej, do 1948 roku brał udział w różnych przedstawieniach na terenie całego kraju, m.in. jaki członek zespołu Józefa Węgrzyna oraz solista baletu Feliksa Parnella. W latach 1948–1960 pracował w Łodzi jako członek zespołów teatralnych: Teatru Osa (1948–1951), Połączonych Teatrów Muzycznych (1951–1953), Teatru Satyryków oraz Estrady Satyrycznej (1953–1957), Teatru Satyryków (1957–1958) oraz Teatru PPIE (1958-1960). W 1960 roku zdał eksternistyczny egzamin aktorski, a następnie do przejścia na rentę w 1977 roku występował w Teatrze im. Aleksandra Węgierki w Białymstoku.

## Filmografia
- Dom na pustkowiu (1949)
- Młodość Chopina (1951)
- Piątka z ulicy Barskiej (1953)
- Król Maciuś I (1957)
- Żołnierz królowej Madagaskaru (1958)